# Figulus capensis
Figulus capensis es una especie de coleóptero de la familia Lucanidae.

## Distribución geográfica
Habita en Sudáfrica.